# Marie Cabel

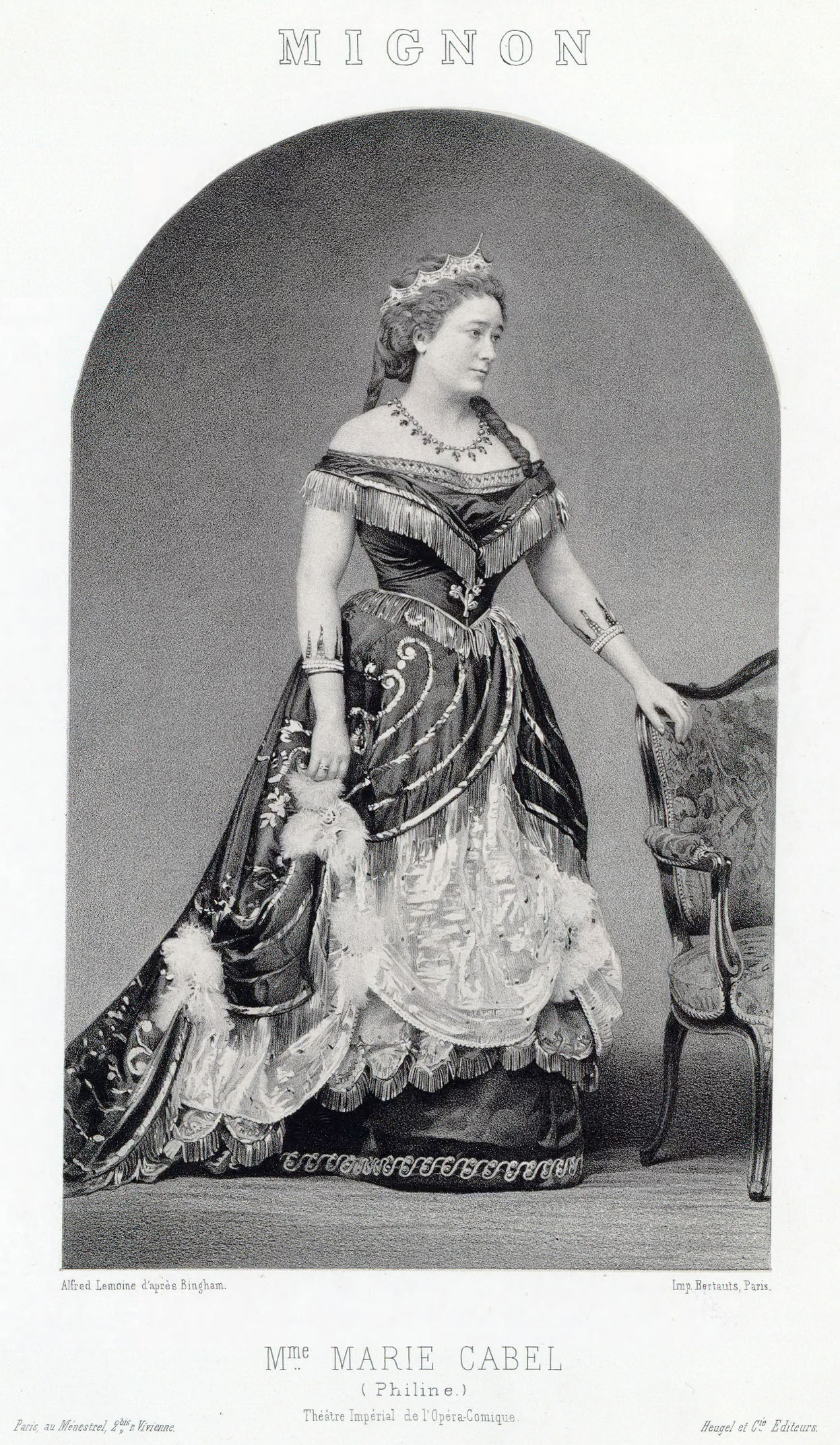
Marie Cabel als Philine

Marie Josephe Cabel – Dreullette (Luik, 31 januari 1827 – Maisons-Laffitte, 23 mei 1885) was een Belgisch zangeres. Ze was coloratuursopraan

## Achtergrond
Ze werd geboren binnen het gezin van (dan) theaterregisseur en amateurmusicus Louis Samson Dreullette. Haar vader was een cavalerieofficier geweest in het leger van Napoleon Bonaparte, maar hij werd daarna accountant was van diverse theaters. Haar broer Edmond Antoine Auguste Dreulette werd bekend als Edmond Cabel. Pauline Viardot heeft haar als kind horen zingen en voorspelde een grote toekomst als zangeres. Ze trouwde met Georges Cabel van wie ze alweer snel scheidde. Die scheiding haalde zelfs de Nederlandse pers. In 1878 werd ze getroffen door een hevige beroerte. Ze overleed in een opvangtehuis voor artiesten.

## Leven
Zij kreeg haar zangopleiding in Brussel van haar toekomstige man Georges Cabel. In 1847 vertrok ze naar Parijs om daar haar studie aan het conservatorium af te ronden (1848-1849). In 1848 begon ze met haar loopbaan in het Théâtre Château des Fleurs, een jaar later zong ze bij de Opéra Comique (Val d’Andorre van Jacques Fromental Halévy). Ze bleef daar vrijwel onopgemerkt en keerde terug naar Brussel waar ze onder meer zong in het Koninklijke Muntschouwburg (1850-1853). Ze maakte ook concertuitstapjes naar Frankrijk, zo zong ze in Lyon, Straatsburg en Genève.
Tijdens haar verblijf in Lyon viel ze op bij Jules Seveste, directeur bij het Théâtre Lyrique in Parijs. Hij contracteerde haar voor het seizoen 1853-1854. Vanaf dan was ze werkzaam zowel bij het Théâtre Lyrique als de Opéra Comique, zeker toen deze nog dezelfde leider hadden. Ondertussen volgende uitstapjes naar de internationale podia. Zo zong ze in Londen, maar ook in België, Duitsland en andere theaters in Frankrijk.
Zo zong in veel werken van Giacomo Meyerbeer, die daar niet altijd even blij mee was. In zijn dagboeken vindt hij haar stem maar matig. Maar in zijn Le pardon de Ploërmel, thans [inaroh getiteld, vond hij haar weer goed in de hoofdrol. Ze zette even later de standaard voor de rol Philine in Mignon van Ambroise Thomas. In februari 1868 begon ze aan haar laatste rol in Daniel Aubers Le premier jour de bonheur. Daarna verzorgde ze nog gastoptredens in Frankrijk en België. In 1871 en 1872 was ze voor optredens in Londen, maar haar gezondheid ging achteruit. In 1877 beëindigde ze haar actieve loopbaan.
Mina Kruseman heeft haar horen zingen in Brussel in L’étoile de nord en vond haar "lelijk en versleten" zingen, aldus een notitie in Mijn leven uit 1877. Adolphe Adam droeg echter zijn Le bijou perdue aan haar op. Louis Diémer vermeldde haar ("Valse chantée pas Marie Cabel") op het titelblad van zijn Esmeralda
- Bibliothèque nationale de France: cb14797722q (data)
- Gemeinsame Normdatei: 116395931
- International Standard Name Identifier: 0000 0000 0901 2762
- MusicBrainz: a64f348c-c958-4ca1-a3b3-e2e022a33af6
- SNAC: w6030pzp
- Virtual International Authority File: 10112903
- WorldCat: E39PBJvXk83Gp9ywPf4Jtvw3cP